# Olga Yegorova
Pour les articles homonymes, voir Iegorova.
Ne doit pas être confondue avec Olga Yegorova, une athlète kazakhe née le 23 septembre 1970 et spécialiste du saut à la perche
Olga Nikolayevna Yegorova (en russe : Ольга Николаевна Егорова), née le 28 mars 1972 à Novotcheboksarsk, est une athlète russe, pratiquant le demi-fond.

## Biographie
En 2001, elle alimente la polémique après un contrôle positif à l'EPO lors du meeting de Paris. Elle est officiellement suspendue par l'IAAF puis finalement rétablie pour vice de procédure lors du contrôle au meeting de Paris, le prélèvement urinaire n'étant pas accompagné d'un contrôle sanguin. Quelques jours plus tard, elle remporte aisément le 5 000 mètres des Championnats du monde d'athlétisme 2001 à Edmonton ce qui lui vaut les sifflements du public dans le dernier tour de course. Elle ne fait pas de tour d'honneur.
En 2005, elle remporte la médaille d'argent sur 1 500 mètres aux Championnats du monde d'athlétisme 2005 à Helsinki.

### Palmarès
| Date | Compétition                    | Lieu          | Résultat | Épreuve | Performance    |
| ---- | ------------------------------ | ------------- | -------- | ------- | -------------- |
| 1989 | Championnats d'Europe juniors  | Varaždin      | 3e       | 1 500 m | 4 min 14 s 76  |
| 1991 | Championnats d'Europe juniors  | Thessalonique | 3e       | 1 500 m | 4 min 17 s 09  |
| 1997 | Championnats du monde en salle | Paris         | 6e       | 3 000 m | 8 min 52 s 99  |
| 1998 | Goodwill Games                 | Uniondale     | 1re      | 5 000 m | 15 min 53 s 05 |
| 1998 | Coupe du monde des nations     | Johannesburg  | 5e       | 3 000 m | 9 min 16 s 72  |
| 1999 | Championnats du monde en salle | Maebashi      | 6e       | 3 000 m | 8 min 49 s 34  |
| 2000 | Championnats d'Europe en salle | Gand          | 6e       | 3 000 m | 8 min 49 s 18  |
| 2000 | Jeux olympiques                | Sydney        | 8e       | 5 000 m | 14 min 50 s 31 |
| 2001 | Championnats du monde en salle | Lisbonne      | 1re      | 3 000 m | 8 min 37 s 48  |
| 2001 | Championnats du monde          | Edmonton      | 1re      | 5 000 m | 15 min 03 s 39 |
| 2001 | Goodwill Games                 | Brisbane      | 1re      | 5 000 m | 15 min 12 s 22 |
| 2001 | Finale du Grand Prix IAAF      | Melbourne     | 3e       | 3 000 m | 9 min 31 s 82  |
| 2002 | Championnats d'Europe          | Munich        | 4e       | 5 000 m | 15 min 16 s 65 |
| 2002 | Coupe du monde des nations     | Madrid        | 1re      | 5 000 m | 15 min 18 s 15 |
| 2004 | Jeux olympiques                | Athènes       | 11e      | 1 500 m | 4 min 05 s 65  |
| 2005 | Championnats du monde          | Helsinki      | 2e       | 1 500 m | 4 min 01 s 46  |

### Records
| Épreuve      | Épreuve      | Performance         | Lieu         | Date            |
| ------------ | ------------ | ------------------- | ------------ | --------------- |
| 1 500 mètres | En plein air | 3 min 59 s 47       | Kazan        | 25 juin 2005    |
| 1 500 mètres | En salle     | 4 min 05 s 74       | Sindelfingen | 4 mars 2001     |
| 3 000 mètres | En plein air | 8 min 23 s 26       | Zurich       | 17 août 2001    |
| 3 000 mètres | En salle     | 8 min 37 s 48       | Lisbonne     | 10 mars 2001    |
| 5 000 mètres | En plein air | 14 min 29 s 32      | Berlin       | 31 août 2001    |
| 5 000 mètres | En salle     | 15 min 10 s 63 (RN) | Dortmund     | 30 janvier 2000 |